# Eusebio Ruvalcaba
Eusebio Ruvalcaba Castillo (Guadalajara, 3 de septiembre de 1951-Ciudad de México, 7 de febrero de 2017) fue un escritor, periodista, ensayista, dramaturgo y tallerista mexicano.

## Biografía
Hijo de la pianista Carmen Castillo y del violinista Higinio Ruvalcaba, Eusebio Ruvalcaba fuenarrador, poeta, periodista y dramaturgo, y entre sus muchos títulos destacan Música de cortesanas y Lo que tú necesitas es una bicicleta. Su muy particular estilo de concebir e interpretar el mundo le ganó adeptos de muy diversas generaciones, y tuvo entre los adolescentes a sus seguidores más asiduos; ejemplo de ello fue su participación activa en la sección homónima (Un hilito de sangre) en la revista mensual especializada en rock "La mosca en la pared", donde compartió espacio con José Agustín. A los cuarenta años, con su novela Un hilito de sangre ganó el Concurso Literario Agustín Yáñez. Más tarde, esa obra se llevó a la pantalla grande, aunque con muy poca aceptación por parte de la crítica.[cita requerida]

## Obra

### Poesía
- Atmósfera de fieras. México, Ed. del autor, 1977.
- Homenaje a la mentira. México, Signos, 1982.
- Gritos desde la negra oscuridad y otros poemas místicos I. México, Doble A, 1993. 2a ed., Zacatecas, Universidad Autónoma de Zacatecas-Dos Filos, 1994.
- En la dulce lejanía del cuerpo. México, Oasis, 1996.
- Las jaulas colgante y otros sonetos. México, Benemérita Universidad de Puebla, 1997.
- El argumento de la espada. México, Instituto Politécnico Nacional, 1998.
- Con olor a Mozart, México, Universidad Autónoma Metropolitana-Verdehalago, 1998.
- Gritos desde la negra oscuridad y otros poemas místicos II, México, Doble A, 1998.
- Juego de luz. México, Los Absolutistas, 2000.
- El diablo no quedó defraudado. México, Daga Editores, 2000.
- Poemas de un oficinista. México, Praxis, 2001.
- El frágil Latido del corazón de un hombre. México, Ed. Nula, 2006.
- Nina. México, , 2011.

### Novela
- Un hilito de sangre. México, Planeta, 1991; España, RBA, 1994.
- Músico de cortesanas. México, Planeta, 1993.
- El portador de la fe. México, Seix Barral, 1994.
- Desde la tersa noche. México, Aldus, 1994.
- Lo que tú necesitas es tener una bicicleta. México, Planeta, 1995.
- En defensa propia. México, Sansores y Aljure, 1997.
- El brindis. México, Sansores y Aljure, 1998.
- Desgajar la belleza. México, Veracruz, Conaculta, 1999.
- Betún y sangre. México , Planeta, 1995.
- Banquete de gusanos. México, Colofón, 2003.
- Temor de Dios. Bogotá, Oveja Negra, 2003.
- John Lennon tuvo la culpa, Club de Lectores, 2004
- Sangre de mujer. México, UACh, 2007.
- Los ojos de los hombres, Nula, 2008.
- Elogio del demonio, Lectorum, 2013.
- Todos tenemos pensamientos asesinos, Plaza y Janés, 2013.

### Cuento
- ¿Nunca te amarraron las manos de chiquito?, México, Planeta, 1990.
- Jueves Santo. México, Joaquín Mortiz, 1993.
- 1994: Cuentos pétreos México, Seix Barral, 1995.
- Clint Eastwood, hazme el amor. México, Nueva Imagen, 1996.
- Las memorias de un liguero. México, Daga Editores, 1997.
- Amaranta o el corazón de la noche. México, Daga Editores, 2000.
- Por el puro morbo, Daga, 2004.
- El sol le hace daño a los ancianos. Texcoco, Universidad Autónoma Chapingo, 2006.
- Al servicio de la música, Lectorum, 2007.
- Gusanos, Lectorum, 2013
- Domingo de ramos
- 96 grados, Lectorum, 2015

### Ensayo
- Primero la A, México, Sansores y Aljure, 1997.
- Las cuarentonas, México, Sansores y Aljure, 1998.
- Diccionario inofensivo. México, Lectorum, 2001.
- Una Cerveza de Nombre Derrota, México, Editorial Almadia, 2005
- La historia de los Beatles. México, Lectorum, 2007
- El Abanderado

### Dramaturgia
- Las dulces compañías. México, Panfleto y pantomima, 1984.
- La visita (1986)

## Premios y reconocimientos
- Premio de Cuento El Nacional, 1977
- Premio Punto de Partida de Teatro, 1978
- Premio Nacional de Cuento Agustín Yáñez, 1991
- Premio Nacional de Cuento San Luis Potosí, 1992
- Premio Internacional de Cuento Charles Bukowski de la editorial Anagrama, 2004